# Військовий статут
Військо́вий стату́т (англ. General Orders / Regulations, нім. Dienstvorschrift) — документ, який регламентує функціонування збройних сил. Військовий статут визначає порядок військової служби, обов'язки посадових осіб, правила внутрішнього розпорядку, носіння військової форми одягу, знаки розрізнення, систему військових звань, дисципліну і субординацію, правила взаємовідносин між військовослужбовцями, інші питання.
Зазвичай виділяються загальновійськові статути (дисциплінарний, внутрішньої служби, гарнізонної та вартової служб, стройовий) та статути родів військ і бойові статути. В Україні терміни «військові статути» та «загальновійськові статути» є розмовними, замість цих застарілих кальок із російсько-радянської мови офіційно використовується назва «Статути Збройних Сил України».
Перший загальний військовий статут в історії України — «Статті про устрій Війська Запорозького», червень 1648 року.

## Фото обкладинок бойових статутів

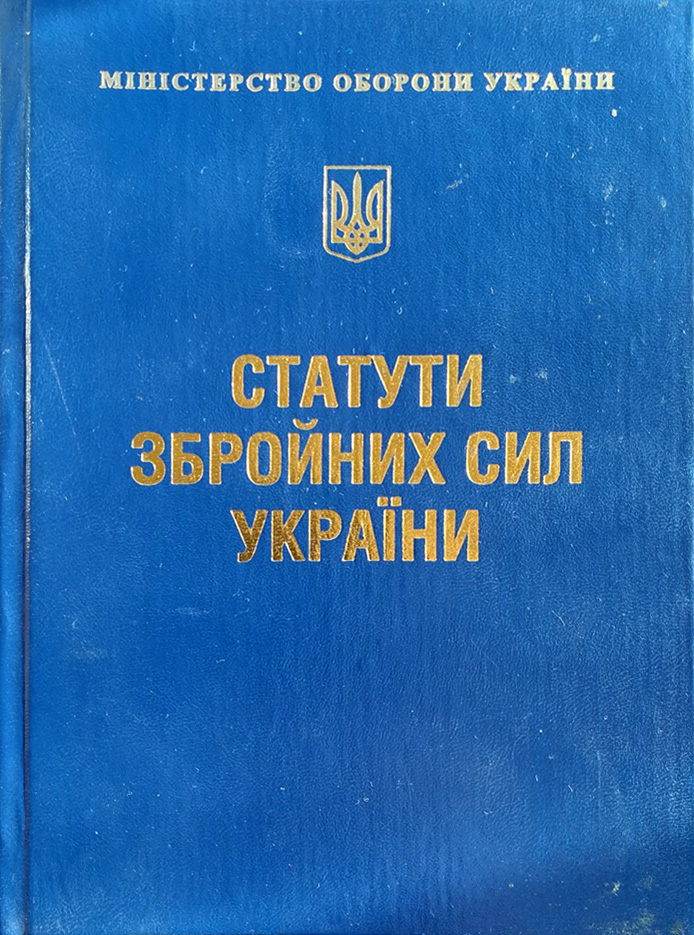
Обкладинка книги-збірника Статутів Збройних Сил України, видання 2004 року
- Обкладинка бойового статуту РЕБ ЗС США. Дослівно: «Польовий статут 34-45, Тактика, методи та процедури електронної атаки».